# Пуртов, Сергей Георгиевич
Сергей Георгиевич Пуртов (19 сентября 1919, Васькино, Вятская губерния — декабрь 1995, Алма-Ата) — командир взвода автоматчиков 385-го гвардейского тяжёлого самоходного артиллерийского полка (6-й гвардейский танковый Киевско-Берлинский ордена Ленина, Краснознаменный, орденов Суворова и Богдана Хмельницкого корпус, 3-я гвардейская танковая армия, 1-й Украинский фронт), гвардии старшина, участник Великой Отечественной войны, кавалер ордена Славы трёх степеней.

## Биография
Родился 19 сентября 1919 года в деревне Васькино Шурминской волости Уржумского уезда Вятской губернии (ныне Уржумский район Кировской области) в крестьянской семье. Русский. Образование начальное. Работал бригадиром в колхозе.

### В РККА
1 января 1939 года был призван в Красную армию, служил в пограничных частях.

#### В Великую Отечественную войну
Участник Великой Отечественной войны с первых дней. Воевал в пехоте, рядовым стрелком в составе 887-го стрелкового полка 221-й стрелковой дивизии, в 15-й мотострелковой бригаде. Был трижды ранен.
К лету 1944 года гвардии старший сержант Пуртов командовал отделением автоматчиков 71-го отдельного гвардейского тяжёлого танкового полка 6-го гвардейского танкового корпуса.

#### Подвиг
13 августа 1944 года в бою северо-западнее города Перемышляны (Львовская область, Украина) гвардии старший сержант Пуртов при отражении контратаки противника одним из первых со своим отделением ворвался в группу вражеских автоматчиков, лично уничтожил 6 гитлеровцев. Отделение вышло из боя без потерь, уничтожив 11 вражеских солдат.
Приказом по войскам 6-го гвардейского танкового корпуса от 13 сентября 1944 года (№ 23н) гвардии старший сержант Пуртов Сергей Георгиевич награждён орденом Славы 3-й степени.
В боях Висло-Одерской и Нижнее-Силезской наступательных операций гвардии старшина Пуртов командовал взводом автоматчиков 385-го гвардейского тяжёлого самоходного артиллерийского полка того же танкового корпуса. С 12 января 1945 года в наступательных боях со своим взводом вёл беспрерывную разведку в полосе наступления полка. 18 января в районе населённого пункта Влащева встретил засаду автоматчиков противника, вступил в бой, в результате дорога была очищена. При этом лично убил шесть немцев и одного взял в плен. 20 января в районе северо-восточнее Гросстрелиц (ныне Стшельце-Опольске, Опольское воеводство, Польша) обнаружил группу автоматчиков противника и уничтожил её, лично в этом бою истребил трёх гитлеровцев. 11 февраля на левом берегу реки Бобр севернее города Бунцяау (ныне — Болеславец Польша) обнаружил крупную засаду противника, скрытно обошёл её и, пользуясь внезапностью, напал на противника. В итоге боя 14 солдат и офицеров противника были уничтожены и 19 взяты в плен.
Приказом по войскам 3-й гвардейской танковой армии от 28 марта 1945 года (№ 60/н) гвардии старшина Пуртов Сергей Георгиевич награждён орденом Славы 2-й степени.
В наступательных боях Берлинской операции постоянно действовал в составе разведки. В результате своевременной и качественной разведки бои с танковыми и артиллерийскими засадами противника для действий наших подразделений полка не были внезапными.
Особо отличился 17 апреля 1945 года в бою за населённый пункт Носдорф, с бойцами, отбивая контратаку неприятеля гвардии старшина Пуртов истребил свыше 10 автоматчиков и фаустников. В уличных боях за город Берлин руководил группой поиска, которая действовала на верхних этажах домов, находившихся вне зоны огня артиллерийских орудий. Во время боёв уничтожил около 10 солдат.
Указом Президиума Верховного Совета СССР от 27 июня 1945 года гвардии старшина Пуртов Сергей Георгиевич награждён орденом Славы 1-й степени. Стал полным кавалером ордена Славы.

### После армии
В мае 1946 года уволен в запас. Вернулся на родину, несколько лет руководил колхозом. Член КПСС с 1951 года. В 1958 году с семьёй переехал в Алма-Ату (Казахстан). Работал пожарным, охранником, пескоструйщиком литейного цеха Алма-Атинского завода тяжёлого машиностроения.
Жил в городе Алма-Ата. Скончался 12 декабря 1995 года, похоронен на Западном кладбище Алма-Аты.

## Награды
- орден Отечественной войны I степени (6.4.1985)[7]
- Орден Славы I (27.6.1945)[8], II (28.3.1945)[9] и III (13.9.1944)[10] степеней

- медали, в том числе:

- «За отвагу»(2.2.1945[11])
- «За взятие Берлина»
- «В ознаменование 100-летия со дня рождения Владимира Ильича Ленина» (6.4.1970)
- «За победу над Германией» (9.5.1945[12])
- «20 лет Победы в Великой Отечественной войне 1941—1945 гг.» (7.5.1965[13])
- «30 лет Победы в Великой Отечественной войне 1941—1945 гг.»[14]
- «40 лет Победы в Великой Отечественной войне 1941—1945 гг.»[15]
- «50 лет Победы в Великой Отечественной войне 1941—1945 гг.»[16]
- «Ветеран труда»
- «30 лет Советской Армии и Флота»[17]
- «40 лет Вооружённых Сил СССР»[18]
- «50 лет Вооружённых Сил СССР» (26.12.1967[19])
- «60 лет Вооружённых Сил СССР» (28.1.1978[20])
- «70 лет Вооружённых Сил СССР» (28.1.1988[21])
- Знак «Гвардия»
- Знак МО СССР «25 лет Победы в Великой Отечественной войне» (24 апреля 1970[22])

## Память

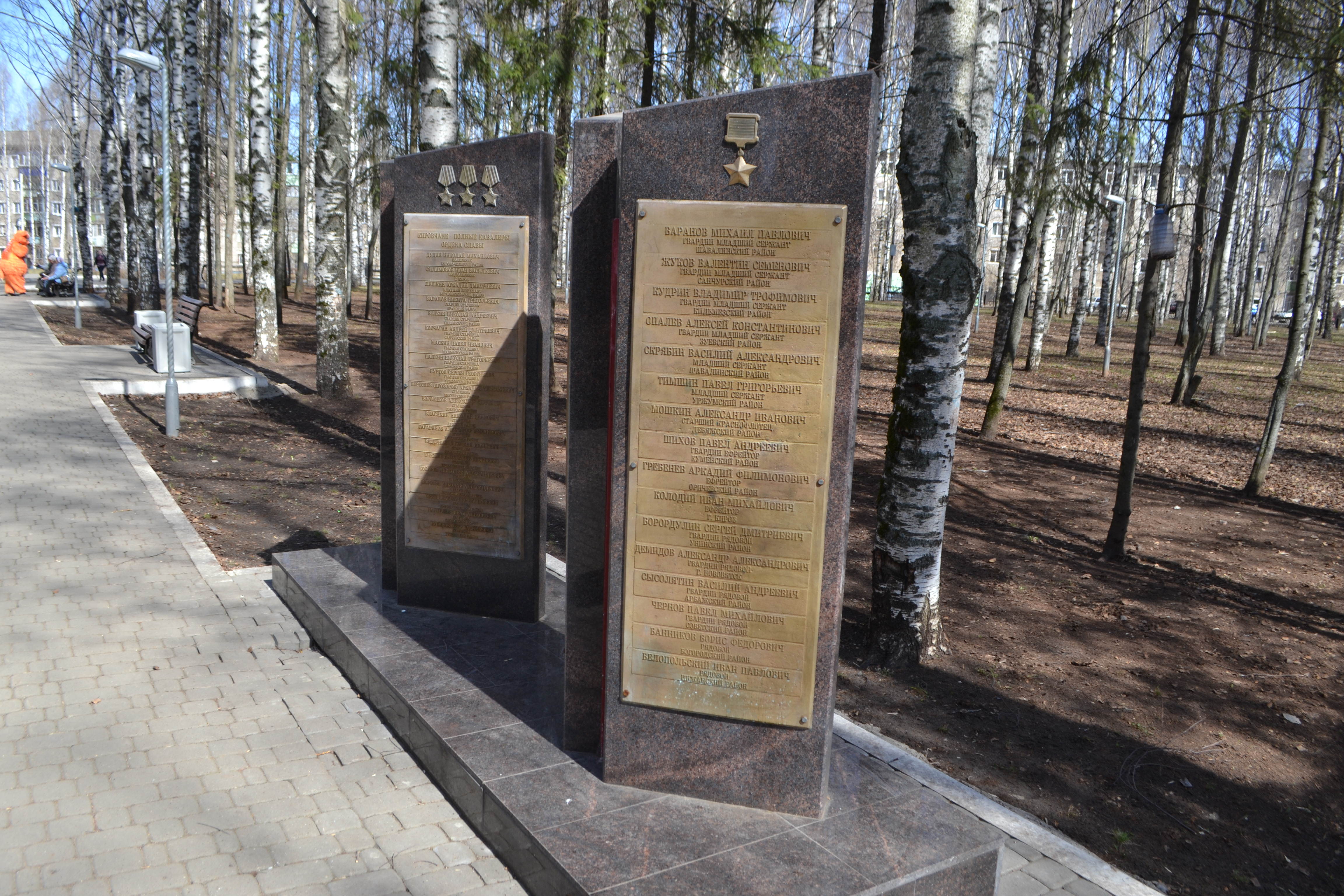
Имя Героя выбито на гранитной стеле на Аллее Славы в парке Победы города Кирова 2019.

- Имя Героя выбито на гранитной стеле на Аллее Славы в парке Победы города Кирова 2019.
- Его имя увековечено в Главном Храме Вооружённых сил России, и навсегда запечатлено на мемориале «Дорога памяти»[23]